# Beilschmiedia auriculata
Beilschmiedia auriculata är en lagerväxtart som beskrevs av Robyns & Wilczek. Beilschmiedia auriculata ingår i släktet Beilschmiedia och familjen lagerväxter. Inga underarter finns listade i Catalogue of Life.